# Aguntum
Aguntum was een Romeinse stad circa 4 kilometer ten oosten van Lienz in Oost-Tirol in Oostenrijk. De stad werd gebouwd onder keizer Claudius. De ruïnes van de stad liggen thans in de gemeente Dölsach.

## Geschiedenis
De stad Aguntum lag in de vroegere oud Romeinse provincie Noricum. De stad werd gebouwd in de eerste en tweede eeuw n. Chr. De stad werd herhaaldelijk door de Slaven en Bajuwaren aangevallen. In de vijfde eeuw n. Chr. werd Aguntum de zitplaats van een Bisdom van Lavant. Tot de 16de eeuw waren de ruïnes nog zichtbaar.